# Курфюрстендам
„Курфюрстендам“ (на немски: Kurfürstendamm, съкратено Кудам (Ku’damm)) е знаменит булевард в Берлин, сред основните автомобилни магистрали в берлинския окръг Шарлотенбург-Вилмерсдорф.
Улицата, която е с дължина 3,5 km, започва от площад Брайтшайдплац и стига до площад Ратенауплац (на немски: Rathenauplatz).
„Кудам“ е известна като популярно място за разходки, пазаруване и развлечения. Първообраз за „Кудам“ са били парижките Елисейски полета.